# Геноцид над Асирцима
Геноцид над Асирцима (такође познат и као Сајфо или Сејфо, сир. ܩܛܠܐ ܕܥܡܐ ܣܘܪܝܝܐ или ܣܝܦܐ) односи се на масовни покољ асирске популације Османског царства током 1890-их година, Првог светског рата и периода између 1922. и 1925. године. Асирско цивилно становништво горње Месопотамије (регион Тур Абдин, провинције Хакари, Ван и Сирт садашње југоисточне Турске, и регион Урмија северозападног Ирана) насилно је премештено и масакрирано од стране муслиманске отоманске (турске) војске и осталих оружаних и савезничких муслиманских народа, укључујући Курде, Чечене и Черкезе, између 1914. и 1920. године, док су даље нападе на ненаоружане цивиле у бекству вршиле локалне арапске милиције. Разликују се постојеће процене везане за укупан број жртава. Пружајући детаљне статистике разних процена популације након геноцида, Дејвид Гонт прихвата бројку од 275.000 жртава која је објављена током Споразума у Лозани и предлаже да би број жртава требало да буде око 300.000 због неких неурачунатих територија насељених Асирцима, што значи да је елиминисана половина асирске нације. Савремени извештаји постављају бројку на 250.000. Бројни научници и новинари прихватили су ову бројку, мада неки извори без детаљне статистичке анализе наводе чак 750.000 жртава.
Геноцид над Асирцима одвио се у истом контексту као и геноциди над Јерменима и понтским Грцима.
У овим догађајима, младотурски режим је убио скоро три милиона Хришћана сиријске, јерменске или грчке православне деноминације.
Пошто се геноцид над Асирцима одвио у контексту много раширенијег геноцида над Јерменима, у малом броју случајева се третира као засебан догађај, са изузетком у радовима Дејвида Гонта и Ханибала Трависа.
Године 2007, Међународно удружење истражитеља геноцида (IAGS) постигло је консензус да се "османска кампања против хришћанских мањина у царству између 1914. и 1923. састојала од геноцида над Јерменима, Асирцима, понтским и анатолијским Грцима." Удружење је употребило дела Гонта и Трависа приликом доношења ове одлуке. Грегори Стантон, председник IAGS од 2007. до 2008. године и оснивач организације Genocide Watch, подржао је "одбијање водећих светских истражитеља геноцида да прихвате деведесетогодишње порицање турске владе везано за османске геноциде над својим хришћанским становништвом, укључујући Асирце, Грке и Јермене."

## Жртве
Научници су сумирали догађаје на следећи начин: специфични масакри укључују 25.000 Асираца у Мидјату, 21.000 у Џезира-ибн-Омару, 7.000 у Нисибису, 7.000 у Урфи, 7.000 у региону Кудшанис, 6.000 у Мардину, 5.000 у Дијарбакиру, 4.000 у Адани, 4.000 у Брахимијеу и 3.500 у Харпуту. У свом меморандуму од 4. децембра 1922. године, Асирско-халдејски национални савет изјавио је да је укупан број жртава непознат. Процењује се да је око 275.000 "Асиро-Халдејаца" умрло између 1914. и 1918. године. Асирско становништво Османског царства и Персије износило је око 650.000 људи пре геноцида, а након њега је смањено на 250.000, са веома мало преживелих у Турској и Ирану 1930-их година.

### Масакри у касном Османском царству
Асирци нису били лака група за депортацију, јер су одувек били наоружани и опасни као и њихови курдски суседи.
| Хришћанско становништво у Вилајету Дијарбакир пре и после Првог светског рата |                     |                         |                 |                           |
|                                                                               | Група               | Пре Првог светског рата | Нестали         | После Првог светског рата |
| Јермени                                                                       | Јерменски миафизити | 60.000                  | 58.000 (96,7%)  | 2.000                     |
| Јермени                                                                       | Јерменски унијати   | 12.500                  | 11.500 (92%)    | 1.000                     |
| Асирци                                                                        | Халдејски католици  | 11.120                  | 10.010 (90%)    | 1.110                     |
| Асирци                                                                        | Сиријски католици   | 5.600                   | 3.450 (61,6%)   | 2.150                     |
| Асирци                                                                        | Сиријски миафизити  | 84.725                  | 60.725 (71,7%)  | 24.000                    |
|                                                                               | Укупно              | 173.945                 | 143.685 (82,6%) | 30.260                    |

| Хришћанско становништво у Вилајету Мардин пре и после Првог светског рата |                    |                         |                |                           |
|                                                                           | Група              | Пре Првог светског рата | Нестали        | После Првог светског рата |
| Јермени                                                                   | Католици           | 10.500                  | 10.200 (97,1%) | 300                       |
| Асирци                                                                    | Халдејски католици | 7.870                   | 6.800 (86,4%)  | 1.070                     |
| Асирци                                                                    | Сиријски католици  | 3.850                   | 700 (18,1%)    | 3.150                     |
| Асирци                                                                    | Сиријски Јакобинци | 51.725                  | 29.725 (57,5%) | 22.000                    |
|                                                                           | Укупно             | 73.945                  | 49.875 (67,4%) | 24.070                    |